# كي. كي. باك
كي. كي. باك (بالإنجليزية: K. K. Beck)‏ (سبتمبر 1950، سياتل في الولايات المتحدة)؛ روائية أمريكية.

## روابط خارجية
- كي. كي. باك على موقع IMDb (الإنجليزية)